# Josep Panisello i Chavarria
Josep Panisello i Chavarria (Tortosa, 1928 - Barcelona, 2006), es diplomà en magisteri el 1947 i va exercir cinc anys en escoles públiques de diferents pobles de les Terres de l'Ebre. L'any 1968 es va diplomar en ciències, i el 1975 començà a exercir com a professor de català. Del 1978 al 1990 va impartir classes de llengua catalana i didàctica de la llengua en els Cursos de Reciclatge per a Mestres i Llicenciats. Del 1981 al 1990 fou membre de la Junta Permanent de Català.
L'any 1989 el Govern de la Generalitat de Catalunya li atorgà la Medalla President Macià, en reconeixement dels mèrits contrets durant la seua estada en el món de l'ensenyament (Llista de Medalles President Macià). Fou un important activista cultural, realitzant centenars de conferències sobre llengua, pedagogia i cultura catalana. Una de les fites més destacades de la seva vida professional són els dos volums Aïnes i Cruïlla, escrits juntament amb el seu company Joan Beltran i Cavaller.
L'any 2002 fou elegit Jesusenc de l'Any. Des de la seva defunció, l'any 2006, s'organitzen les Jornades In Memoriam de Josep Panisello, al seu poble natal, Jesús. L'any 2008 fou guardonat amb el premi Mestre de Mestres, un reconeixement públic com a docent ebrenc.

## Obra
- Recull Josep Roig i Bergadà: 1864-1937. Tarragona: Estació de Recerca Bibliogràfica i Documental ‘Margalló del Balcó', 1993.
- Panisello, Josep; Beltran i Cavaller, Joan S. Cruïlla : curs de llengua. Benicarló : Alambor, 2002. (Biblioteca Llengua i país ; 6)
- Panisello, Josep; Beltran i Cavaller, Joan S. Aïnes : Exercicis de llengua i claus de correcció. Benicarló: Alambor, 2002. (Biblioteca Llengua i país ; 7)